# Stenocercus caducus
Stenocercus caducus este o specie de șopârle din genul Stenocercus, familia Tropiduridae, descrisă de Edward Drinker Cope în anul 1862. Conform Catalogue of Life specia Stenocercus caducus nu are subspecii cunoscute.